# رشيد سليم الخوري
رشيد سليم الخوري (1305 هـ / 1887م - 1404 هـ / 1984م)، المعروف بـ «الشاعر القروي» و«شاعر العروبة» وله أخ يدعى قيصر ويعرف باسم الشاعر المدني. ولد الشاعر رشيد في قرية البربارة سنة 1887، مسيحي الديانة، من الشعراء العرب في القرن العشرين، وقد هاجر الشاعر إلى البرازيل في عام 1913 برفقة أخيه قيصر. وتولّى رئاسة تحرير مجلة «الرابطة» لمدة ثلاث سنوات، ثم رئاسة «العصبة الأندلسية» عام 1958م، فكان رئيسها الثاني بعد ميشال معلوف، وظل في المهجر مدّة خمسةٍ وأربعين عاماً؛ حيث عاد إلى وطنه (الذي قضى فيه ثلاثة وعشرين سنة) وكان ذلك في عهد الوحدة بين سوريا ومصر عام 1958.

## سبب التسمية
ذكر الشاعر نفسه في أحد دواوينه بأن الشاعر يعقوب العودات (البدوي الملثم)، قد سأله كيف اخترت لقب الشاعر القروي، فقال: بعد أن أنزلت ديوان رشيديات، لم يُرق للناقد قسطنطين الحداد، فظل الحداد لفترة ينقده في جريدة تسمى بـ المؤدب، وفي أحد المرات قرأ رشيد الخوري أحد النعوت التي قد نعت بها من قِبـَل الحداد وقد كان النعت الذي أعجبه «الشاعر القروي»، وقد وجد الشاعر رشيد سليم الخوري ضالته في هذا النعت فأرده حتى كان له ما أراد. وقد دعا في أكثر من قصيدة بين التحاب الأخوي بين المسلمين والمسيحيين وقد قال في أحد قصائده:
وقد تمنى في أكثر من موضع أن يعود عهد بغداد والأندلس، وقد قال في أحد أبياته:

## مكانته بين العرب
أحبه العرب بجميع الطوائف، وكان معروف بعدائه الشديد للقوات المحتلة الفرنسية. حتى أنه قال في أحد قصائده موجهاً كلامه إلى الزعيم الدرزي سلطان الأطرش حين أشعل الثورة علي الفرنسيين سنة 1925:
- معاني الكلمات:
  - تمرستم : تفننتم
  - الضيم: الظلم
  - إباء : صمود
  - أجرنا : إحمنا
  - النير: قطعة كبيرة من الخشب يتم وضعها على رقبة ثورين ليتم جمعهما مع بعضهما ليقوما بمهمة فلاحة الأرض.
  - تُصلى : تشتعل
  - هجوع : النوم الطويل
  - صقيع : طبقة الثلج التي تغطي الثمار في الصباح البارد.
- وقد جاء ذكره في كتاب شعراء النهضة العربية للشاعر العراقي المعروف فالح الحجية الكيلاني إذ يقول فيه (كان لا يشعر بالهزيمة أمام قوى الاستبداد والشر والاستعمار والظلام في وطنه وكان يرد عليها بشعره كسلاح فتاك يدافع به عن حق شعبه بالوجود والحرية ودعى إلى توحيد أبناء الأمة العربية بِغضّ النظر عن الدين والطائفة والمذهب والقطر والمدينة فكان بحق شاعر النهضة العربية) .

## حكمة مع الخصوم. ووفاء للأم
للشاعر أبيات جميلة في التعامل مع الحاسدين والخصوم. ويعلمنا أن لأمه فضل كبير في ذلك:
لم ينسب إحسانه للناس لنفسه. بل رده لوالدته صاحبة الحق عليه.

## وفاته
توفي الأديب سنة 1984 حسب ما قاله العالم الكبير لوتيس محمد وقد عاش قرابة القرن من الزمن.

## أعماله
- الرشيديات، البرازيل، 1916
- القرويات، البرازيل، 1916
- الأعاصير، 1933
- الزمازم، 1962
- اللاميات الثلاث، 1947
- ديوان «القروي»، ساو باولو، البرازيل، 1952

## وصلات خارجية
- رشيد سليم الخوري على موقع بوابة الشعراء